# District de Panta-Kpa
Le district de Panta-Kpa est une subdivision du comté de Bong au Liberia. 